# Orchi - I guerrieri della tempesta
Orchi - I guerrieri della tempesta (Warriors of the Tempest) è un romanzo fantasy del 2000 di Stan Nicholls, facente parte della Trilogia degli Orchi.

## Trama
Ottenuta la quarta stella, i Figli del Lupo si mettono alla ricerca della quinta ed ultima strumentalità. Si dirigono perciò alla volta della città costiera chiamata Ruffett's View, abitata dai Mani, umani seguaci dell'omonima religione pagana politeistica. Questi ultimi, a differenza dei fanatici Uni, credenti in un dio unico, rifiutano la conquista sistematica ed il saccheggio indiscriminato delle terre di Maras-Dantia come politica, e sono invece impegnati nel mantenimento della magia naturale della terra e nel tentativo di cooperare pacificamente con le razze antiche. Stryke conduce così i suoi guerrieri in pace alle porte dell'insediamento umano, dove riceve una calorosa accoglienza dal capo spirituale della città: una sacerdotessa chiamata Krysta. Questa rivela in effetti di possedere una stella, ma si dimostra del tutto restia a cederla a chiunque, in quanto oggetto sacro e punto focale della vita religiosa della sua comunità. Gli orchi meditano perciò sull'opportunità di rubare il manufatto, quando a sconvolgere i loro piani interviene l'esercito Uni guidato dal folle Hobrow, deciso a vendicarsi una volta per tutte degli orchi e dell'odiata e blasfema comunità Mani.
La città viene così cinta d'assedio dalle forze Uni, e per i Figli del Lupo non c'è altra possibilità che quella di cooperare con i Mani nella difesa della città. Dopo aver respinto alcuni assalti, la situazione sembra volgersi al peggio per gli assediati, schiacciati dalla superiorità numerica avversaria, ma a risolvere fortuitamente la situazione interviene l'esercito di Jennesta, guidato dalla regina in persona, giunto sul posto per catturare i Figli del Lupo. In quanto acerrima nemica degli Uni, Jennesta coglie l'occasione del vantaggio tattico e numerico del suo esercito per affrontare i suoi avversari capeggiati da Kimball Hobrow, dando così un inconsapevole aiuto proprio a Stryke e ai suoi. Al termine della battaglia, che si risolve in favore delle forze di Jennesta e con la morte di Kimball Hobrow, i Figli del Lupo, consci di essere in pericolo, sfruttano la confusione successiva alla vittoria per far perdere le proprie tracce, sfuggendo a Jennesta e trafugando, nel frattempo, la quinta stella dal tempio Mani di Ruffett's View.
Quando Krysta ed i suoi si accorgono della sparizione della stella, viene approntata una squadra di soldati per tentare di recuperare il manufatto. Dopo uno spasmodico inseguimento, gli umani riescono a raggiungere e circondare il gruppo di orchi fuggiaschi. Nello scontro che segue, Stryke lascia inavvertitamente cadere le stelle e, nel tentativo di afferrarle, le manipola al punto da scatenarne il potere: in un attimo l'orco e tutti i suoi guerrieri vengono magicamente teletrasportati su di una gelida montagna del lontano nord di Maras-Dantia. Una volta ripresi dallo stupore, gli orchi tentano di trovare una strada per ritornare sui loro passi, lottando contro il freddo, la neve e contro un branco di feroci leopardi delle nevi. Infine, ad un passo dall'assideramento, giungono ad un enorme palazzo solitario di vetro, ricoperto dai ghiacci. Nel tentativo di ripararsi dal freddo, Stryke e i suoi vi si introducono. Qui vengono ricevuti da una donna che li invita immediatamente ad andarsene, ma prima che gli orchi riescono a capire cosa sta succedendo, esseri mostruosi e mutaforma, chiamati Sluagh, li raggiungono rapidamente e li intimano, tramite dolorosi attacchi mentali, a consegnare le stelle. All'inizio Stryke rifiuta ma, sapendo che un reiterato diniego avrebbe aumentato il dolore fino ad ucciderli tutti, finisce con inventare una menzogna dicendo agli Sluagh di non aver con sé tutte le stelle, e li persuade ad aspettare il giorno dopo, quando cioè sarebbe arrivato il resto della banda con le rimanenti stelle. Nell'attesa dell'indomani, gli orchi vengono rinchiusi in cella.
Qui fanno la conoscenza della donna che avevano incontrato poco prima, e scoprono che è prigioniera come loro. La donna si chiama Sanara, ed è la sorella di Jennesta e della defunta Adpar, ma a differenza di loro, utilizza il suo potere al servizio del bene. La regina Sanara inizia a raccontare della sorte funesta sua e del suo regno (entrambe vittime dell'inesorabile avanzata dei ghiacci), quando nella cella fa la sua magica comparsa un curioso personaggio, quello stesso che gli orchi conoscevano con il nome di Serapheim. Il cantastorie rivela, a quel punto, la sua vera identità e dice di essere il mago Tentarr Arngrim, padre di Sanara e delle sue sorelle. In aggiunta a questa rivelazione, Serapheim racconta agli orchi la vera storia delle stelle e della loro razza. Dice, infatti, che la razza degli orchi sarebbe originaria di un mondo parallelo - lo stesso mondo sognato da Stryke tante volte - abitato esclusivamente da orchi, così come ognuna delle razze cosiddette antiche proverrebbe da un proprio mondo natale. Dice, inoltre, che gli umani sono la vera razza autoctona di Maras-Dantia (e non spietati invasori, come invece credevano gli orchi), e che le altre razze sarebbero giunte su quella terra, più o meno inconsapevolmente, attraverso dei portali. Ogni mondo parallelo disporrebbe, infatti, di una frattura nello spazio che può essere utilizzata per spostarsi da un mondo all'altro. Tutta la confusione venne a crearsi quando la strega Vermegram, amante di Tentarr Arngrim e madre di Sanara, Jennesta e Adpar, una volta scoperto il portale, decise di attivarlo con la magia per portare al suo cospetto alcuni orchi, desiderosa di sfruttare le loro virtù belliche per i suoi piani di conquista. Questo avrebbe permesso alle razze di altri mondi di usare anche loro i propri portali. Ma il rozzo metodo usato da Vermegram per teletrasportare gli orchi provocava un fastidioso effetto collaterale: all'arrivo su Maras-Dantia gli orchi sembravano meno intelligenti, pur continuando a conservare la loro naturale forza bruta. Per rendere sicuri i viaggi attraverso lo spazio, e soprattutto per permettere alle varie razze di fare ritorno ai loro mondi natali, il mago Tentarr Arngrim creò le strumentalità. Conscia dell'enorme potere contenuto in esse, la strega Vermegram decise di rubare il manufatto, scatenando una guerra tra i due amanti. Le strumentalità vennero così separate e disperse in diverse zone di Maras-Dantia, seguendo ognuna un destino diverso. Ora per Serapheim, o meglio Tentarr Arngrim, era giunto finalmente il momento di riparare ai torti fatti in passato e, riunite le strumentalità, di permettere perlomeno alla banda di orchi di tornare nella loro terra natale.
I Figli del Lupo si lanciano così in una disperata battaglia finale per aprirsi la strada verso i sotterranei del palazzo, da dove può essere aperto il portale. Seppur al prezzo della vita del fido Alfray, luogotenente anziano della banda e intimo amico di Stryke, gli orchi raggiungono il portale, per poi trovarsi di fronte l'ultimo inaspettato ostacolo: Jennesta in persona. Gli orchi si preparano a combatterla, ma Serapheim pretende di occuparsi personalmente della malvagia figlia. La attira verso il portale (appena attivato e non ancora pronto) e le intrappola una mano al suo interno. L'energia scintillante contenuto in esso incomincia a vorticare sempre più velocemente trascinando con sé Jennesta, e disintegrandone a poco a poco ogni parte del corpo fino al totale annientamento. Dopo aver ucciso la figlia, Serapheim, grazie alla magia delle stelle, mantiene la promessa e riconduce i Figli del Lupo (tranne il nano Jup che preferisce restare poiché estraneo alla razza degli orchi) nel loro mondo primigenio, libero dagli umani e dalle loro guerre, ma non prima di aver consegnato a Stryke le strumentalità, sicuro che ne avrebbe fatto buon uso.